# USS Cincinnati (LCS-20)
«Синсинаті» (англ. USS Cincinnati (LCS-20)) — бойовий корабель прибережної зони типу «Індепенденс».
Це п'ятий корабель у складі ВМС США з такою назвою, яку отримав на честь міста Цинциннаті, штат Огайо.

## Історія створення
Корабель був замовлений 29 грудня 2010 року. Закладений 10 квітня 2017 року на верфі «Austal USA» у місті Мобіл, спущений на воду 22 травня 2018 року.
5 жовтня 2019 року корабель був включений до складу флоту.